# Бенкендорф, Александр Христофорович
Граф (c 10 ноября 1832) Алекса́ндр Христофо́рович Бенкендо́рф (нем. Konstantin Alexander Karl Wilhelm Christoph Graf von Benckendorff; 23 июня [4 июля] 1782, Ревель — 11 [23] сентября 1844, близ о. Даго) — государственный и военный деятель Российской империи, генерал-адъютант (1819) и генерал от кавалерии (1829) из остзейского рода Бенкендорфов, участник наполеоновских войн, один из главных приближённых императора Николая I. Шеф Отдельного корпуса жандармов, одновременно — главный начальник III отделения Собственной Его Императорского Величества канцелярии (в 1826—1844).

## Ранние годы
Родился 23 июня (4 июля) 1782 года (по другим данным — 1781) в семье премьер-майора Христофора Ивановича Бенкендорфа и Анны Юлианы, урождённой баронессы Шиллинг фон Канштадт (подруги императрицы Марии Фёдоровны, уроженки Вюртемберга).
Воспитывался в престижном пансионе аббата Николя. В 1798 году был произведён в прапорщики лейб-гвардии Семёновского полка с назначением флигель-адъютантом к императору Павлу I.
В 1802 году по приказу императора Александра I отправился в секретную экспедицию, возглавляемую Спренгтпортеном, которая должна была «объехать с целью военно-стратегического осмотра Азиатскую и Европейскую Россию».
В войне 1805—1806 годов состоял при дежурном генерале графе Толстом и участвовал во многих сражениях. В 1807—1808 годах состоял при русском посольстве в Париже.
В 1809 году отправился охотником (добровольцем) в армию, действовавшую против турок, и часто находился в авангарде или командовал отдельными отрядами; за выдающиеся отличия в сражении под Рущуком 20 июня 1811 годом был награждён орденом Святого Георгия 4-й степени.
Масон, в августе 1810 года числился членом 3-й степени (мастером) петербургской ложи «Соединённые друзья».

## Отечественная война и Заграничная кампания
Во время Отечественной войны 1812 года Бенкендорф сначала был флигель-адъютантом при императоре Александре I и осуществлял связь главного командования с армией Багратиона, затем командовал авангардом летучего (армейского партизанского) отряда генерала Винцингероде; 27 июля произвёл атаку в деле при Велиже, сражался в бою под Звенигородом, а по уходе Наполеона из Москвы и занятии её русскими войсками был назначен комендантом города. При преследовании неприятеля он находился под командованием генерал-лейтенанта П. В. Кутузова, заместившего попавшего в плен к французам Винцингероде, был в разных делах и взял в плен трёх генералов и более 6000 нижних чинов.
В кампанию 1813 года Бенкендорф начальствовал летучим отрядом, нанёс поражение французам при Темпельберге (за что получил орден Святого Георгия 3-й ст.), принудил неприятеля сдать город Фюрстенвальд и вместе с отрядом Чернышёва и Теттенборна занял Берлин. Переправясь через Эльбу, Бенкендорф взял Ворбен и, состоя под начальством генерала Дорнберга, способствовал поражению дивизии Морана в Люнебурге.
Затем, состоя со своим отрядом в Северной армии, участвовал в сражениях при Гросс-Берене и при Денневице. Поступив под начальство графа Воронцова, он 3 дня сряду с одним своим отрядом прикрывал движение армии к Дессау и Рослау и награждён был за это золотой саблей, украшенной алмазами. В «битве народов» под Лейпцигом Бенкендорф командовал левым крылом кавалерии генерала Винцингероде, а при движении этого генерала на Кассель был начальником его авангарда.
Затем с отдельным отрядом был отправлен в Голландию и очистил её от неприятеля. Сменённый там прусскими и английскими войсками, Бенкендорф двинулся в Бельгию, взял города Лувен и Мехелен и отбил у французов 24 орудия и 600 пленных англичан.
В кампанию 1814 года Бенкендорф особенно отличился в деле под Люттихом; в сражении под Краоном командовал кавалерией в корпусе графа Воронцова, а потом прикрывал движение Силезской армии к Лаону; при Сен-Дизье начальствовал сперва левым крылом, а потом арьергардом.
С августа 1814 года — командир бригады (Сибирский и Оренбургский полки) 1-й Уланской кавалерийской дивизии.
С весны 1816 года — начальник 2-й драгунской кавалерийской дивизии.
В марте 1819 года назначен начальником штаба Гвардейского корпуса.
С 1 декабря 1821 года генерал-лейтенант Бенкендорф назначен командиром 1-й кирасирской дивизии.
Отличился во время петербургского наводнения в ноябре 1824 года.

## Третье отделение

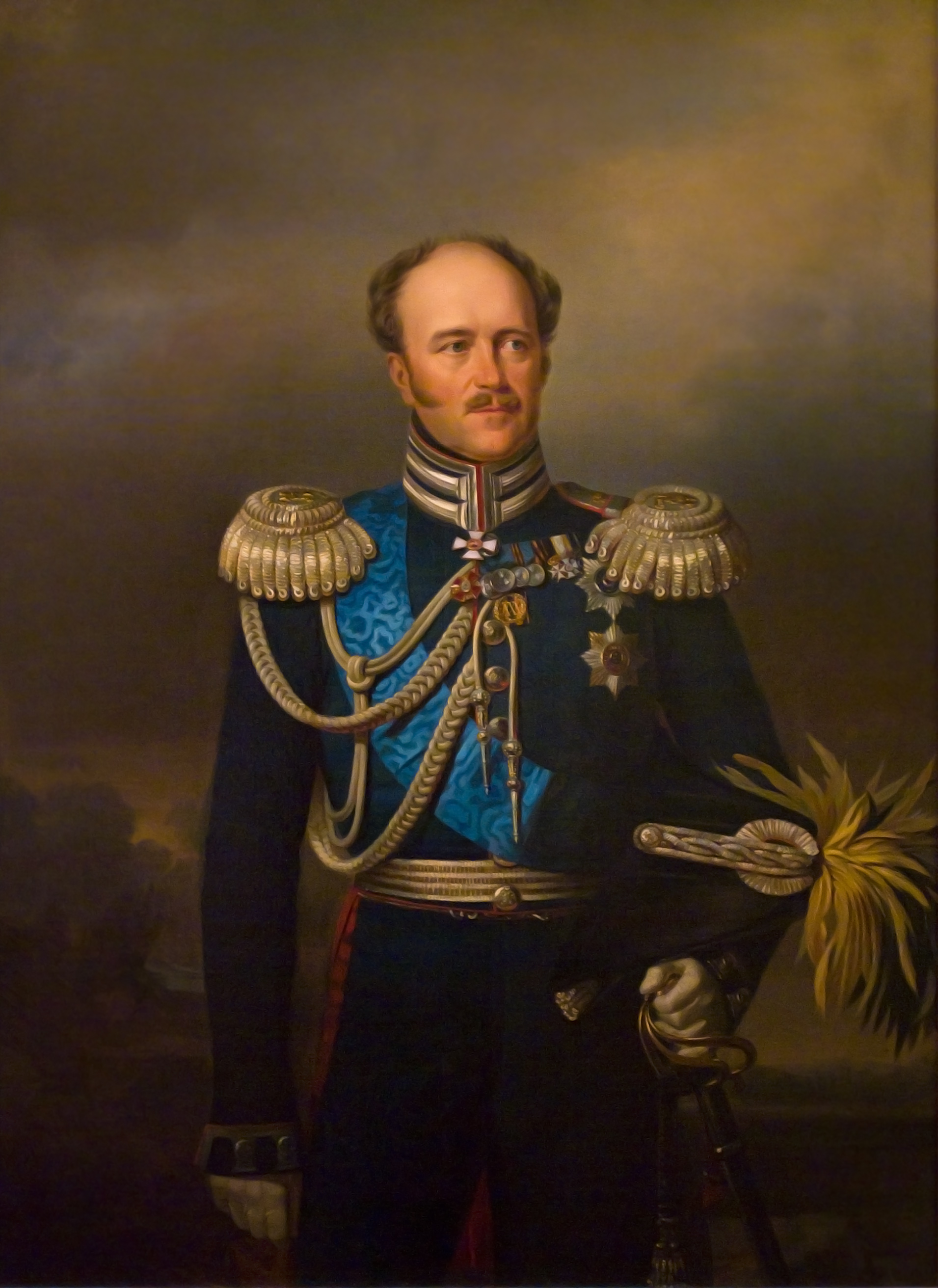
Портрет А. Х. Бенкендорфа в мундире Лейб-гвардии Жандармского полуэскадрона (1840-е), копия Егора Ботмана с картины Франца Крюгера (Музей Гвардии)

12 апреля 1826 года Бенкендорфом была подана записка Его Императорскому Величеству, содержавшая проект учреждения высшей полиции под начальством особого министра и инспектора корпуса жандармов. Император Николай I, весьма расположенный к Бенкендорфу после его активного участия в следствии по делу декабристов, назначил его 3 июля 1826 года главным начальником III отделения Собственной Его Императорского Величества канцелярии и командующим Главной Его Императорского Величества квартирой, а 25 июля 1826 года — шефом жандармов.
О деятельности Бенкендорфа на этих постах отчасти свидетельствуют, например, такие цитаты:
- из отчёта III отделения за 1827 г.: «Чиновники. Под этим именем следует разуметь всех, кто существует своей службой. Это сословие, пожалуй, является наиболее развращенным морально. Среди них редко встречаются порядочные люди. Хищения, подлоги, превратное толкование законов — вот их ремесло. К несчастью, они-то и правят, и не только отдельные, наиболее крупные из них, но, в сущности, все, так как им всем известны все тонкости бюрократической системы. Они боятся введения правосудия, точных законов и искоренения хищений; они ненавидят тех, кто преследует взяточничество, и бегут их, как сова солнца. Они систематически порицают все мероприятия правительства и образуют собою кадры недовольных; но, не смея обнаружить причины своего недовольства, они выдают себя также за патриотов»[8].
- сам Бенкендорф, Дельвигу: «Законы пишутся для подчиненных, а не для начальства, и вы не имеете права в объяснениях со мною на них ссылаться или ими оправдываться»[9].
- Герцен о Бенкендорфе: «…начальник этой страшной полиции, стоящей вне закона и над законом, имевшей право вмешиваться во все»[10].
- из вышеупомянутой записки Бенкендорфа Николаю I: «Вскрытие корреспонденции составляет одно из средств тайной полиции и при том самое лучшее».
- якобы при учреждении III отделения на вопрос А. Х. Бенкендорфа об инструкциях Николай I вручил платок и сказал: «Вот тебе все инструкции. Чем более отрёшь слез этим платком, тем вернее будешь служить моим целям!»[11]
- царь поручил Бенкендорфу надзор за А. С. Пушкиным. По словам Н. Я. Эйдельмана, «Бенкендорф искренне не понимал, что нужно этому Пушкину, но четко и ясно понимал, что нужно ему, генералу, и высшей власти. Поэтому, когда Пушкин отклонялся от правильного пути к добру, генерал писал ему вежливые письма, после которых не хотелось жить и дышать».

В 1828 году, при отъезде государя к действующей армии для военных действий против Османской империи, Бенкендорф сопровождал его; был при осаде Браилова, переправе русской армии через Дунай, покорении Исакчи, в сражении при Шумле и при осаде Варны; 21 апреля 1829 года он произведён в генералы от кавалерии.
Именным Высочайшим указом от 10 ноября 1832 года шеф жандармов, генерал-адъютант, генерал от кавалерии Александр Христофорович Бенкендорф возведён, с нисходящим его потомством, в графское Российской империи достоинство.

## Другое

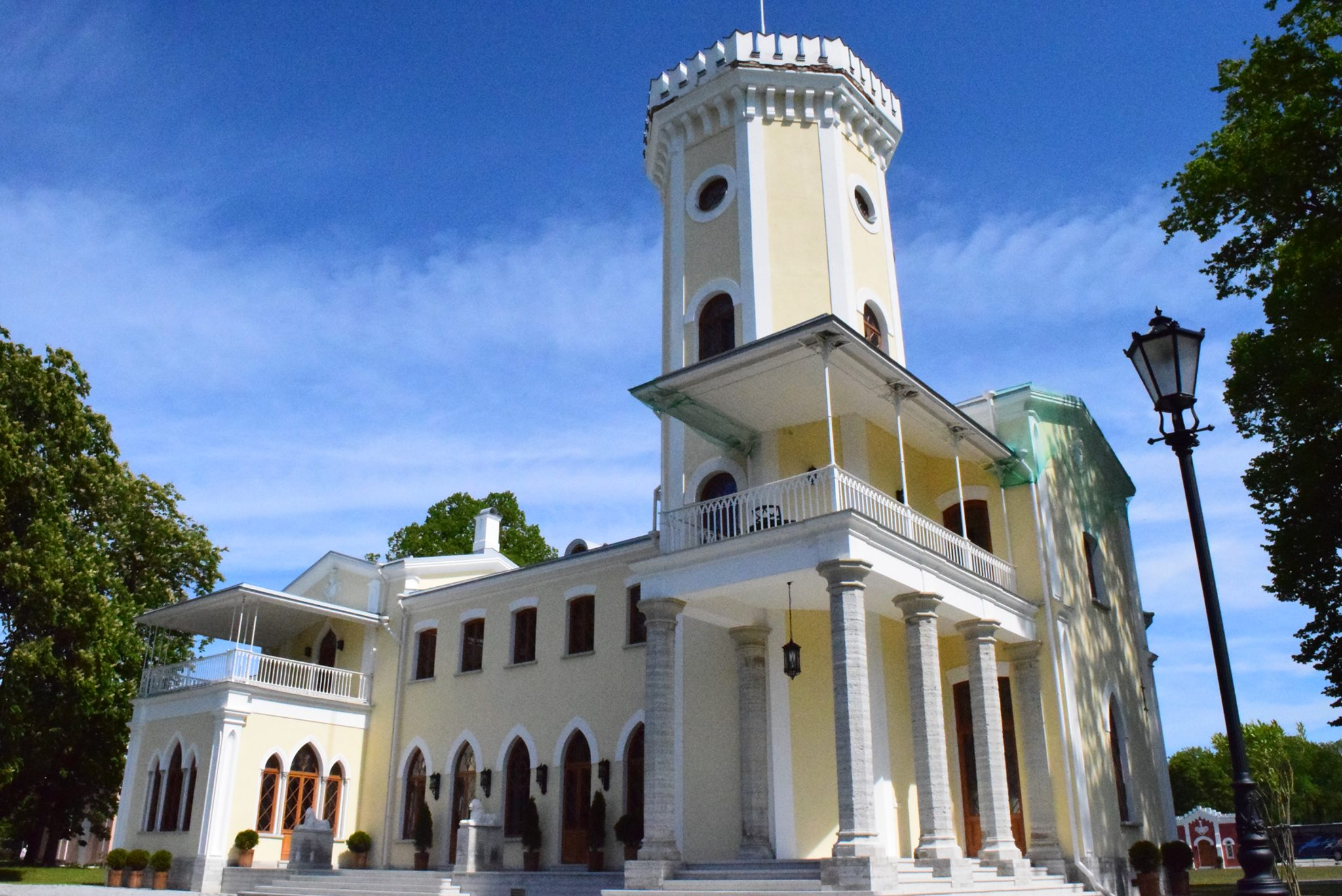
Замок Фалль, где похоронен Бенкендорф

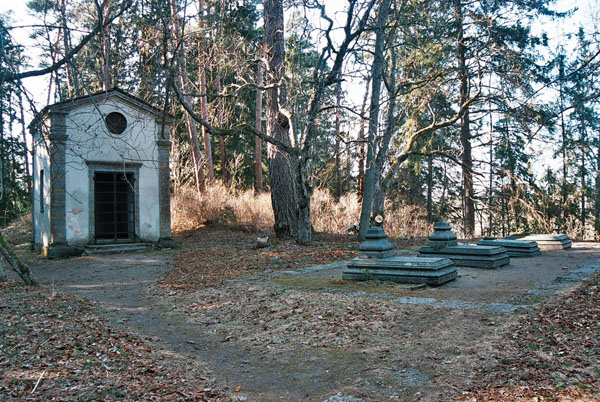
Семейное захоронение Бенкендорфов

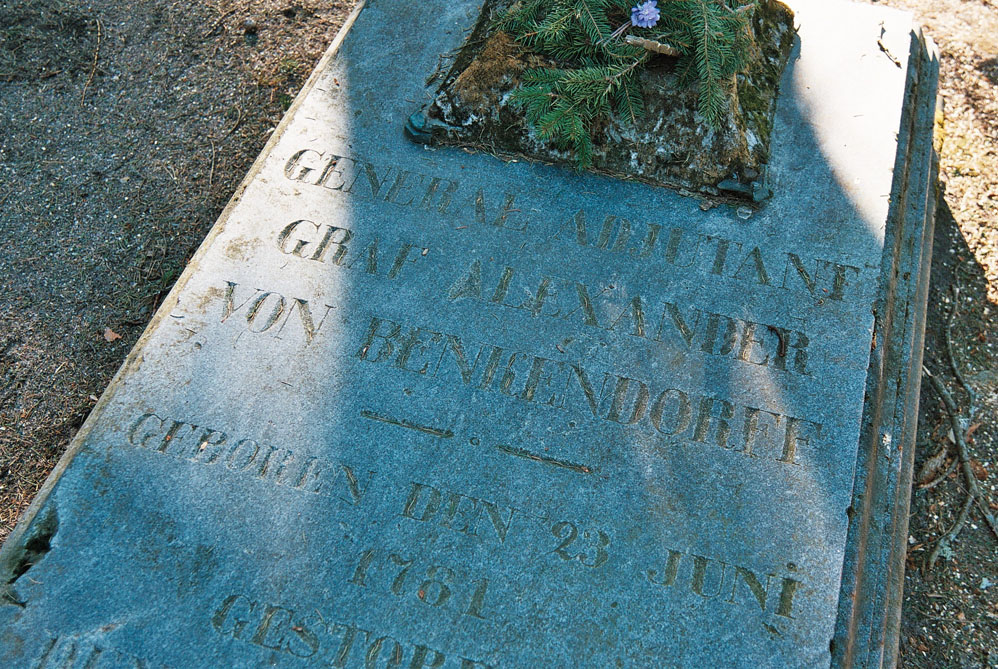
Могила Бенкендорфа в Кейла-Йоа

- В 1824 году, когда в Санкт-Петербурге было наводнение, он стоял на балконе с императором Александром I. Сбросил с себя плащ, доплыл до лодки и спасал весь день народ вместе с санкт-петербургским военным губернатором М. А. Милорадовичем.
- Бенкендорф участвовал в ряде финансовых предприятий. Так, например, он числился среди учредителей общества «для заведения двойных пароходов» (1836); его доля должна была составлять 1/6 от первоначального выпуска акций, или 100 000 рублей серебром по номиналу[12]. Он был также инициатором создания и учредителем «Второго российского страхового от огня общества» и возглавлял его правление с 1835 по 1844 годы[13][14][15].

- Бенкендорф владел имением Фалль (ныне Кейла-Йоа, в Эстонии), построенным по его заказу молодым архитектором Андреем Штакеншнейдером в 1831 г.
- Бенкендорф был автором весьма содержательных мемуаров о своей жизни и государственной службе (Бенкендорф А. Х. Воспоминания 1802—1837. М. 2012; фрагменты мемуаров об участии в наполеоновских войнах переизданы ранее: Записки Бенкендорфа. — М.: Языки славянской культуры, 2001; оба издания доступны в интернете).
- Наряду с другими официальными представителями власти входил в специальный Комитет, учреждённый для строительства С.-Петербурго-Московской (с 1855 года — Николаевской) железной дороги. Дорога была сооружена в 1842—1851 годах между Санкт-Петербургом и Москвой.
- В 1840 году Бенкендорф был назначен членом комитетов о дворовых людях и по преобразованию еврейского быта; в последнем он благожелательно относился к евреям.
- Умер на пароходе «Геркулес», возвращаясь из Карлсбада в Россию через Амстердам в сопровождении своего племянника К. К. Бенкендорфа. Был похоронен на фамильном кладбище в парке Кейла-Йоа[16], ныне — уезд Харьюмаа, Эстония.

## Семья
Был женат с 1817 года на сестре санкт-петербургского коменданта Г. А. Захаржевского Елизавете Андреевне Бибиковой (11.09.1788—07.12.1857), вдове подполковника Павла Гавриловича Бибикова (1784—1812), погибшего в бою под Вильно. Овдовев, проживала с двумя дочерьми в Харьковской губернии у своей тетки Дуниной, где познакомилась с Бенкендорфом. Позднее статс-дама и кавалерственная дама ордена Св. Екатерины. В браке имели трёх дочерей:
- Анна Александровна (1818—1900), обладала красивым голосом и была первой публичной исполнительницей гимна России «Боже, царя храни!». Это случилось в зале Дворянского собрания на концерте Патриотического общества. В мае 1840 года вышла замуж за австрийского посла графа Рудольфа Аппоньи[англ.] (1812—1876). По словам А. О. Смирновой, их брак был загадкой, до такой степени по существу супруги были несхожи[17]. После замужества жила в Париже, Лондоне и Риме. Потеряв мужа, основным местом своего пребывания избрала имение Лэндел в Венгрии. Её дочь Елена была замужем за князем Паоло Боргезе, владельцем знаменитой виллы. Их внуком был знаменитый итальянский подводный диверсант Юнио Валерио Боргезе.
- Мария (Маргарита) Александровна (1820—1880), фрейлина, с 1838 года была первой женой князя Григория Петровича Волконского (1808—1882).
- Софья Александровна (1825—1879), в первом браке за Павлом Григорьевичем Демидовым (1809—1858), во втором с 1859 года — за князем С. В. Кочубеем (1820—1880).

В семье А. Х. Бенкендорфа воспитывались две его падчерицы Бибиковы:
- Екатерина Павловна (1810—1900), кавалерственная дама ордена Св. Екатерины, была замужем за бароном Ф. П. Оффенбергом.
- Елена Павловна (1812—1888), одна из первых светских красавиц, фрейлина, статс-дама и обер-гофмейстерина. С 1831 года замужем за князем Э. А. Белосельским-Белозерским. Овдовев, в 1847 году вышла второй раз замуж за археолога и нумизмата князя В. В. Кочубея (1811—1850).

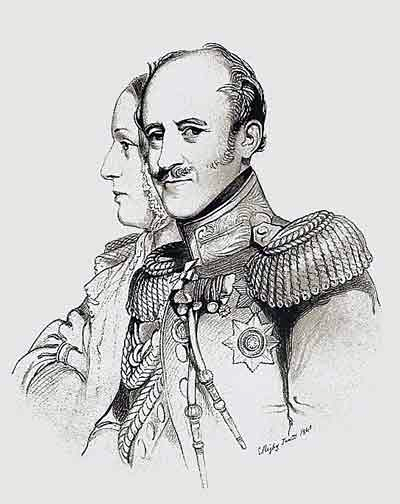
Бенкендорф с женой Елизаветой Андреевной
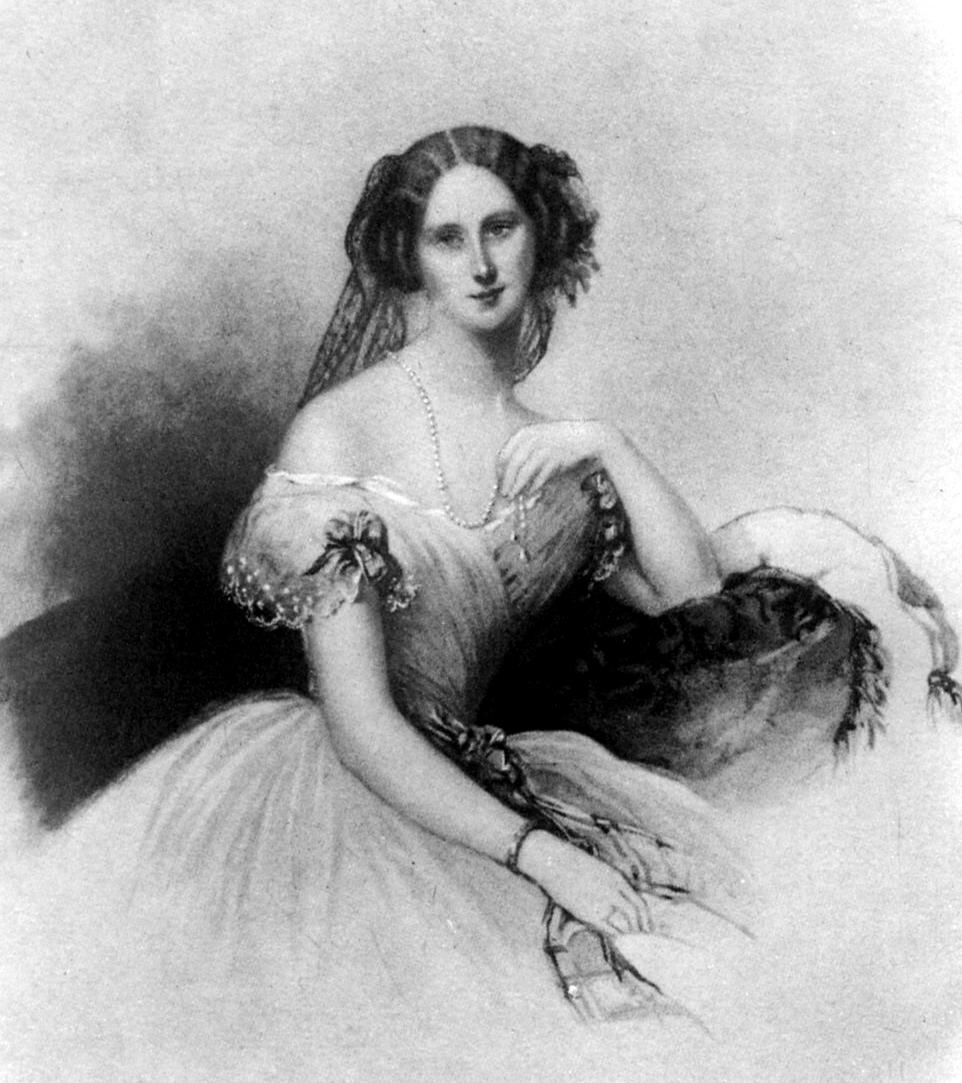
Анна Александровна, дочь
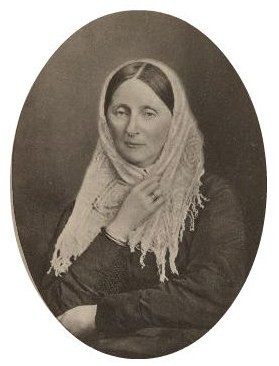
Мария Александровна, дочь
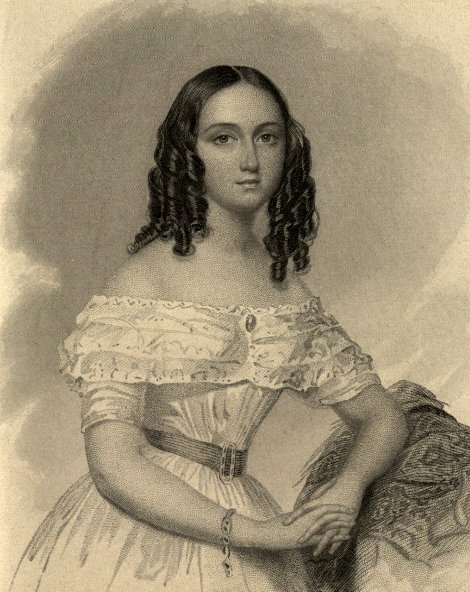
Софья Александровна, дочь
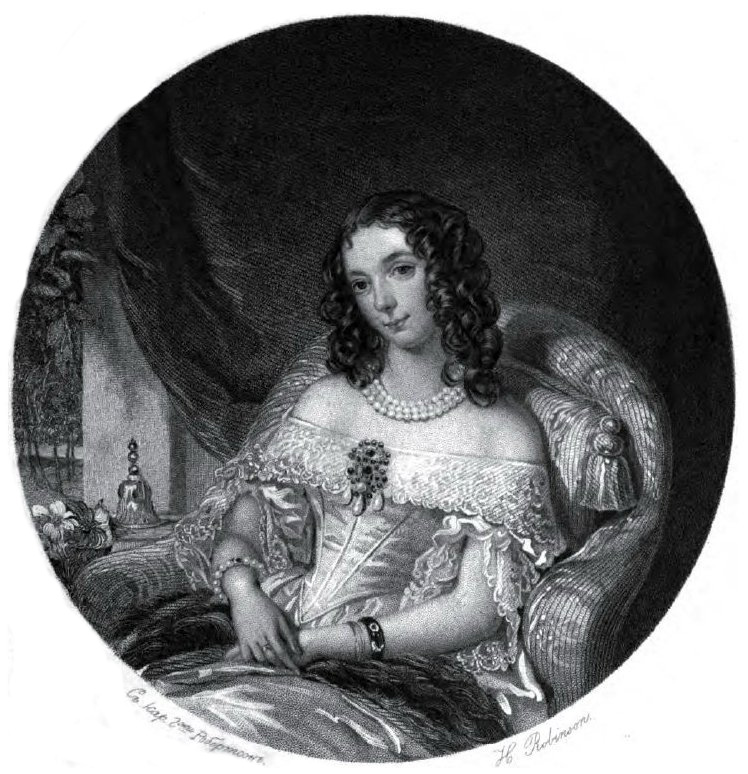
Елена Павловна, падчерица

## Послужной список
- 1798 год — вступил в службу унтер-офицером в лейб-гвардии Семёновский полк.
- 31 декабря 1798 года — пожалован прапорщиком, в 15 лет, с назначением флигель-адъютантом к Его Императорскому Величеству.
- 7 октября 1799 года — подпоручиком.
- 22 ноября 1800 года — поручиком.
- 29 марта 1806 года — штабс-капитаном.
- 13 февраля 1807 года — за отличие в сражении капитаном.
- 2 марта 1807 года — полковником, в том же полку и звании.
- 16 сентября 1812 года — за отличие генерал-майором.
- 29 августа 1814 года — назначен командиром 2-й бригады 1-й уланской дивизии.
- 9 апреля 1816 года — начальником 1-й уланской дивизии.
- 18 марта 1819 года — начальником штаба Гвардейского корпуса.
- 20 сентября 1821 года — генерал-лейтенантом в той же должности.
- 1 декабря 1821 года — начальником 1-й кирасирской дивизии.
- 10 ноября 1824 года — временным военным губернатором Васильевского острова.
- 25 июня 1826 года — шефом жандармов.
- 3 июля 1826 года — командующим Императорской главной квартирой и главным начальником III Отделения Собственной Его Императорской Величества канцелярии.
- 6 декабря 1826 года — назначен сенатором, с оставлением в прежней должности.
- 21 апреля 1829 года — генералом от кавалерии.
- 8 февраля 1831 года — членом Государственного совета и Комитета министров, с оставлением в прежней должности и звании.
- 7 января 1837 года — членом Сибирского комитета.
- 1839 год — почётным членом и попечителем Демидовского дома призрения трудящихся.
- 1841 год — председателем Комитета попечительного о тюрьмах общества.
- 6 февраля 1842 года — председателем Строительной комиссии об устройстве С.-Петербурго-Московской железной дороги.
- 30 августа 1842 года — членом по делам Комитета Закавказского края.
- 17 сентября 1844 года — высочайшим приказом исключён из списков умершим.

В походах был:
- 1804 год — Грузия, под начальством генерала Цицианова, при взятии форштадта крепости Гянджа, за что награждён, 1 января, орденом Святой Анны 4-й степени;
- 1807 год — 26 и 27 января, участвовал в сражении при Прейсиш-Эйлау, за что награждён орденом Святой Анны 2-й степени и чином капитана;
- 1811 год — 22 июля, под крепостью Рущуком, при нападении неприятеля на тыл, командуя Чугуевским уланским полком, опрокинул сильные турецкие толпы и истребил значительное число лучших наездников, за что награждён орденом Святого Георгия 4-й степени;
- 1812 год — в атаках при г. Велиже, 27 июля, командовал авангардом, под начальством генерала Винцингероде, за что произведён в генерал-майоры, после того послан был, с 80 казаками, для открытия соединения большой армии с корпусом графа Витгенштейна и взял в плен до 500 человек; в Рузе, с двумя казачьими полками, опрокинул неприятельские передовые посты; от Рузы до Москвы, отходя от 4-го неприятельского корпуса, командовал арьергардом в отряде генерала Винцингероде; от Звенигорода пошёл в Волоколамск, для нападения на неприятеля, и захватил более 8000 в плен, а по занятии Москвы, назначен в ней комендантом; здесь взято им более 3000 пленных и до 30 пушек. При преследовании неприятеля разными отрядами до р. Неман, под командой Кутузова, взято им в плен 3 генерала и более 6000 человек разных чинов; затем находился в разных делах около Тильзита, против маршала Макдональда;
- 1813 год — командуя особым отрядом, между Берлином и Франкфуртом-на-Одере, разбил при Темпельберге неприятельский конно-егерский полк, взяв в плен 48 офицеров и 750 рядовых, за что награждён орденом Святого Георгия 3-й степени; потом принудил три батальона французской гвардии по капитуляции уступить г. Форштенвальд и занял, вместе с отрядами генералов Чернышова и Тотенборна, г. Берлин; под Дрезденом сражался с корпусом маршала Даву, затем отступил в г. Габельсберг и, переправившись через р. Эльбу, взял неприятельский пост из 150 человек. После того, через 2 дня, имел дело с отрядом, высланным из Магдебурга; потом, под начальством генерала Дернберга, вместе с генералом Чернышовым, способствовал занятию г. Люнебурга, где взял в плен 12 орудий, 2 знамени, командующего генерала и 3500 человек, за что награждён орденом Святой Анны 1-й степени; после сражения при Гросс-Берене, 11 августа, преследуя неприятеля до г. Ютербока, взял в плен более 2000 человек и, по вытеснении неприятеля из г. Ютербока, взял в плен ещё до 300 человек; в Морцане, под командой графа Воронцова, содержал аванпосты и имел разные стычки; за эти дела награждён золотой шпагой с надписью «За храбрость», украшенной алмазами; затем преследовал неприятельский арьергард, при следовании его к Денневицу. В Ахене строил мост через р. Эльбу и занял город Кетен, где взято в плен 250 кавалеристов; под Лейпцигом, во время сражения, командовал левым крылом кавалерии корпуса генерала Винцингероде, за что получил высочайшее благоволение, а по дороге от г. Касселя — авангардом того же корпуса; при следовании от этого города получил в команду отдельный отряд, состоявший из авангарда, с присоединением к нему Тульского пехотного, 2-го Егерского и 5 казачьих полков; к этому отряду присоединились три казачьих полка полковника Нарышкина и 5 из отряда генерала Чернышова, под командой полковника Балабина; из г. Утрехта, вытеснил неприятеля и занял г. Амстердам, затем занял г. Роттердам, кр. Гертрюденберг принудил сдаться на капитуляцию, кр. Бреду занял и захватил пленными 600 человек; крепость и гавань Вильгельмштадт ему сдались, при чём тут найдено 100 орудий и 52 канонерские шлюпки. Ворвавшись в города Лювен и Малин, передовые его войска отбили у неприятеля 24 орудия и более 600 английских пленных. Потом вся Голландия занята была прусскими и английскими войсками, и его отряд соединился в Дюссельдорфе с корпусом генерала Винцингероде; за всё это награждён орденом Святого Владимира 2-й степени, шведским орденом Меча, большого креста, и прусским орденом «За заслуги»;
- 1814 год — по переправе через р. Рейн, был послан с отрядом в г. Эпернэ, откуда вытеснил неприятеля, взял в плен до 400 человек; в первый день сражения под г. Лаоном был отряжен с кавалерией для подкрепления левого фланга прусской армии; находился при занятии корпусом генерала Винцингероде г. Реймса; в сражении под г. Сен-Дизье командовал сначала левым флангом, а потом арьергардом, за что награждён алмазными знаками к ордену Святой Анны 1-й степени; в том 1814 году, награждён прусским орденом Красного орла 1-й степени, нидерландской золотой шпагой, с надписью «Амстердам и Бреда», и от великобританского регента золотой саблей с надписью «За подвиги в 1813 году»;
- 1824 год — за усердие во время наводнения 7 ноября в С.-Петербурге награждён табакеркой с портретом императора Александра I;
- 1825 год — 14 декабря, при возмущении в С.-Петербурге, и по 16 число того же месяца командовал войсками, расположенными на Васильевском острове; 25 декабря, за исправление должности временного военного губернатора Васильевского острова, награждён орденом Святого Александра Невского;
- 1826 год — получил табакерку с портретом императора Николая I;
- 1827 год — 2 октября, награждён бриллиантовыми знаками к ордену Святого Александра Невского;
- 1828 год — участвовал в Турецкой войне, при чём, 21 июля, сопровождал Его Величество в Шумлы к Варне, оттуда Чёрным морем до г. Одессы; с 27 того же месяца, был при осаде кр. Варны, до взятия её; за кампанию 1828 года награждён орденом Святого Владимира 1-й степени;
- 1832 год — 10 ноября, за отличные заслуги государю и отечеству, возведён в графское Российской империи достоинство;
- 1834 год — награждён орденом Святого Андрея Первозванного.
- 1841 год — награждён алмазными знаками к ордену Святого Андрея Первозванного.

## Воинские чины и звания
- В службу вступил унтер-офицером в лейб-гвардии Семёновский полк (1798)
- Прапорщик (31.12.1798)
- Флигель-адъютант к Его Императорскому Величеству (31.12.1798)
- Подпоручик (07.10.1799)
- Поручик (22.11.1800)
- Штабс-капитан (29.03.1806)
- Капитан (13.02.1807), за отличие в сражении у Липштадта
- Полковник (02.03.1807), за отличие в сражении у Прейсиш-Эйлау
- Генерал-майор (16.09.1812), за отличие в сражении у Велижа
- Генерал-адъютант к Его Императорскому Величеству (22.07.1819)
- Генерал-лейтенант (20.09.1821)
- Генерал от кавалерии (21.04.1829)

## Награды
Российские:
- Орден Святого Иоанна Иерусалимского, кавалерский крест (1800)
- Орден Святой Анны 4-й степени (27.02.1804)
- Орден Святого Владимира 4-й степени с бантом (09.12.1804)
- Орден Святой Анны 2-й степени (13.02.1807)
- Орден Святого Георгия 4-й степени (26.05.1812)
- Орден Святого Георгия 3-й степени (17.02.1813)
- Золотая шпага надписью «За храбрость», украшенная алмазами (24.09.1813)
- Орден Святой Анны 1-й степени (29.10.1813)
- Орден Святого Владимира 2-й степени (20.01.1814)
- Алмазные знаки к ордену Святой Анны 1-й степени (1814)
- Табакерка с портретом императора Александра I (1824)
- Орден Святого Александра Невского (25.12.1825)
- Табакерка с портретом императора Николая I (1826)
- Бриллиантовые знаки к ордену Святого Александра Невского (02.10.1827)
- Знак отличия беспорочной службы за XXV лет (22.08.1828)
- Орден Святого Владимира 1-й степени (30.09.1828)
- Орден Белого орла (Царство Польское, 17.06.1830)
- Знак отличия беспорочной службы за XXX лет (22.08.1832)
- Орден Святого апостола Андрея Первозванного (22.04.1834)
- Знак отличия беспорочной службы за XXXV лет (22.08.1836)
- Знак отличия беспорочной службы за XL лет (22.08.1840)
- Бриллиантовые знаки к ордену Святого апостола Андрея Первозванного (16.04.1841)

Иностранные:
- Прусский Орден «Pour le Mérite» (13.02.1807)
- Прусский Орден Красного орла 1-го класса (1813)
- Шведский Орден Меча, большой крест (1813)
- Шведский Орден Полярной звезды, большой крест (1813)
- Золотая шпага от короля Нидерландов с надписью «За Амстердам и Бреду» (1814)
- Золотая сабля от регента Великобритании с надписью «За подвиги в 1813 году» (1814)
- Алмазные знаки к Ордену Красного орла 1-го класса (1829)
- Прусский Орден Чёрного орла (1833)
- Австрийский Королевский венгерский орден Святого Стефана, большой крест (1833)
- Табакерка с портретом короля Пруссии Фридриха Вильгельма III (1835)
- Баварский Орден Святого Губерта (1838)
- Саксен-веймарский Орден Белого сокола 1-й степени (1838)
- Ганноверский Королевский Гвельфский орден 1-й степени (1840)

## Адреса в Санкт-Петербурге
1838—1844 годы — набережная реки Фонтанки, 16 (служебный); дом барона Ф. Ф. Аша на Малой Морской, 18 (домашний).

## Киновоплощения
- Иван Худолеев — «Поэт и царь» (1927)…
- Николай Комиссаров — «Лермонтов» (1943)
- Александр Шатов — «Глинка» (1946)
- Николай Рыбников — «Разбудите Мухина!» (1967)
- Евгений Велихов — «Былое и думы» (1973)
- Валерий Еремичев — «И с вами снова я…» (1981)
- Улдис Лиелдиджс — «Лермонтов» (1986)
- Алексей Жарков — «Чокнутые» (1991)
- Владимир Качан — «Бедная Настя» (2003)
- Владимир Симонов — «Дело о „Мёртвых душах“» (2005)
- Виктор Сухоруков — «Сатисфакция» (2005)
- Владимир Богданов — «Пушкин. Последняя дуэль» (2006)
- Сергей Барковский — «Полторы комнаты, или Сентиментальное путешествие на родину» (2008)
- Андрей Астраханцев — «Смерть Вазир-Мухтара» (2009)
- Евгений Лазарев — «Дуэль Пушкинъ — Лермонтовъ» (2014)
- Сергей Барковский — «Монах и бес» (2016)
- Антон Багмет — «Дело декабристов» (2017)
- Александр Лазарев — «Союз спасения» (2019)
- Дмитрий Ульянов — «Цербер» (2023)
- Сергей Гилёв — «Пророк. История Александра Пушкина» (2025)
- Игорь Верник — «Натали и Александр» (2025)